# 461
| 461                |
| ------------------ |
| Dødsfald - Fødsler |
|                    |

| Gregoriansk kalender | 461 CDLXI               |
| Ab urbe condita      | 1214                    |
| Armensk kalender     | I/T                     |
| Kinesiske kalender   | 3157 – 3158 庚子 – 辛丑 |
| Etiopisk kalender    | 453 – 454               |
| Jødisk kalender      | 4221 – 4222             |
| Hindukalendere       |                         |
| - Vikram Samvat      | 516 – 517               |
| - Shaka Samvat       | 383 – 384               |
| - Kali Yuga          | 3562 – 3563             |
| Iransk kalender      | 161 BP – 160 BP         |
| Islamisk kalender    | 166 BH – 165 BH         |

Se også 461 (tal)

## Dødsfald
- 17. marts Skt. Patrick
- 10. november Pave Leo 1.